# برنامه دفاع موشکی بالستیک هند

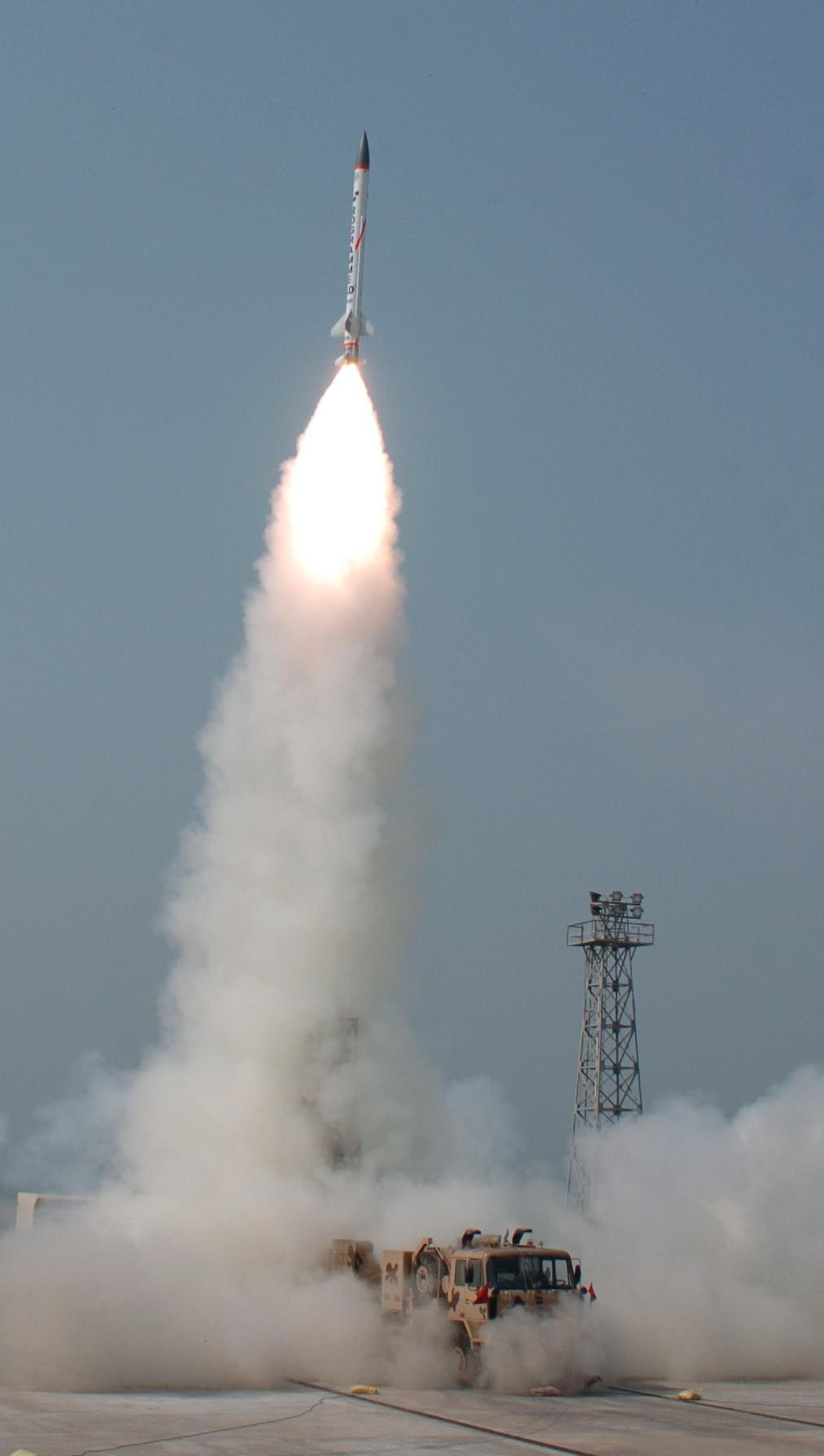
پرتاب ضد موشک پیشرفته هندی

برنامه دفاع موشکی بالستیک هند نوعی برنامه سیستم چند لایه دفاع بالستیک موشکی است که توسط هند برای دفاع در مقابل موشک بالستیک قاره پیما توسعه داده می‌شود.
برنامه موشکی هند بیشتر برای مقابله با تهدیدات پاکستان طراحی شده‌است که با توجه اطلاعات کنونی (سال ۲۰۱۴) سیستمی دولایه است از دونوع موشک ضدبالیستیک برای ارتفاع‌های زیاد و ارتفاع‌های کم استفاده می‌کند. این سیستم باید بتواند هر موشکی که از مسافت ۵ هزار کیلومتری پرتاب شده نابود سازد.
سیستم دفاعی ضد موشکی هند با توجه به تست‌های موفقی که در سال ۲۰۰۶ صورت گرفت، به چهارمین کشوری تبدیل شد که سیستم دفاع ضد موشک کامل دارد (بعد از اسرائیل، ایالات متحده و روسیه).هند سیستم دفاع ضد موشکی خود را در سال ۲۰۰۹ نیز به شکل موفقی تست کرد و موشکی که از ۷۵ کیلومتری پرتاب شده بود نابود ساخت.